# 塔木德
《塔木德》（希伯来文：‎，為教導或學習之意）是猶太教中地位僅次於《塔纳赫》的宗教文献。源於公元前2世紀至公元5世紀間，記錄了猶太教的律法、條例和傳統。其內容分三部分，分別是密西拿──口傳律法、革馬拉──口傳律法註釋、米德拉什──聖經註釋。
由於《革馬拉》分為以色列與巴比倫兩個版本，因此《塔木德》也分為《耶路撒冷塔木德》（或稱《巴勒斯坦塔木德》）及《巴比倫塔木德》。

## 結構與功用

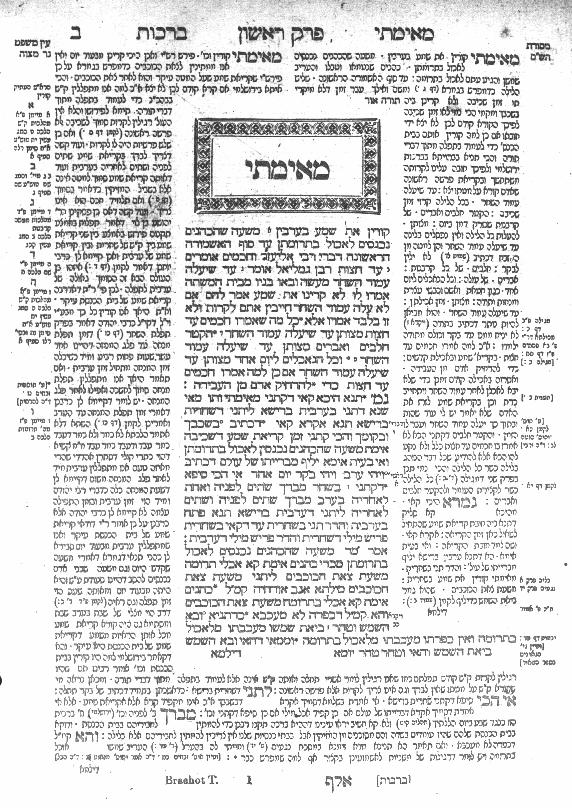
第一頁

猶太教的拉比一向認為，猶太教的承傳除了律法書以外，還有一本與之一同相傳的口頭傳統習慣。塔木德就是這一本記載猶太人傳統口耳相傳的生活習慣的書。這本書可以分為二部分：密西拿和革馬拉。
塔木德內容大約有二十卷到五十卷之多，約一萬兩千多頁，兩百五十多萬字。目前為止，已經被翻譯成十二種文字。塔木德的內容主要分為三大部分，分別是《密西拿》、《革馬拉》、《米德拉什》，自公元二世紀中期以來，由一代一代的猶太人分別以口頭或文書紀錄記錄下來的行為及道德規範等，被全數收入猶太法律總集《密西拿》中，後來經過猶太學者對其中問題的討論以及經過時代的演變，又有猶太學者編著成了《革馬拉》，其後，又進一步補充而成了《米德拉什》。
塔木德的內容講述的包涵了人生各個階段的行為規範，以及人们對人生價值觀的養成，是猶太人對自己民族和國家的歷史、文化以及智慧的探索而淬鍊出的結晶。

## 外部連結
- 《塔木德》網上全文：
  - Mishna Archive.today的存檔，存档日期2012-12-05
  - Tosefta Archive-It的存檔，存档日期2013-10-11
  - Talmud Yerushalmi Archive-It的存檔，存档日期2013-10-11
  - Talmud Bavli Archive-It的存檔，存档日期2013-10-11
  - 1903年Rodkinson的英譯本 （页面存档备份，存于） (只有Moed及Nashim)
  - 被巴比倫擄時的塔木德(圖片) （页面存档备份，存于）
- Pertaining to the "Daf Yomi" program:
  - a general resource for Daf Yomi （页面存档备份，存于）

- General:
  - 巴比倫塔慕德（塔木德）中文版 （页面存档备份，存于）
  - 猶太法典Talmu一d－塔木德 （页面存档备份，存于）
  - "A Page from the Babylonian Talmud" （页面存档备份，存于） image map from Prof. Eliezer Segal
  - A survey of rabbinic literature （页面存档备份，存于） on the Ohr Somayach website
  - point by point summary and discussion by daf （页面存档备份，存于）
  - Jewish Law Research Guide, University of Miami Law Library

- Refutation of anti-Semitic allegations concerning the Talmud:
  - The Real Truth about the Talmud （页面存档备份，存于）
  - Talmud Exposed